# Ezzatollah Sahabi

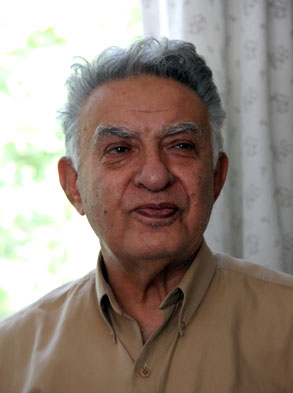
Ezzatollah Sahabi

Ezzatollah Sahabi, född den 9 maj 1930 i Teheran, Persien, död den 31 maj 2011, var en iransk politiker, parlamentsledamot och regimkritiker.

## Biografi
Sahabi studerade maskinteknik vid universitetet i Teheran. Efter störtandet av Mohammad Mossadeq 1953 gick han med i Nationella motståndsrörelsen (Nationella Fronten) och senare i Iranska frihetsrörelsen som leddes av Mehdi Bazargan. Som stark kritiker av Shah Mohammad Reza Pahlavis regim satt han i fängelse 1972-1979.
Vid den islamiska revolutionen 1979 utsågs han av Ruhollah Khomeini till medem i revolutionära rådet som en av få icke-präster i rådet. Sahabi utsågs även till chef för budgetplaneringen och invaldes i parlamentet 1980. 
Senare år blev han redaktör för tidskriften Iran-e Farda som publicerade många samhällskritiska artiklar, särskilt efter att Mohammad Khatami valts till president 1997. Efter att ha deltagit i en regimkritisk konferens om Iran i Berlin i mars 2000 dömdes Sahabi vid sin återkomst till Iran till fyra och ett halvt års fängelse för att han "hotat den nationella säkerheten" och bedrivit "propaganda mot det islamiska systemet".
Sahabi avled den 31 maj 2011. Hans begravning hölls dagen därpå. Under begravningsakten uppkom ett handgemäng mellan polis och oppositionsaktivister som ledde till att Haleh Sahabi, dotter till den avlidne, dödades. Polisen ska ha slagit Haleh Sahabi när hon höll ett foto av sin döde far och även fört bort den dödes kropp. Nyhetsbyrån FARS förnekade dock händelsen.